# Aurore Jéan
Aurore Jean nata Cuinet (Besançon, 25 giugno 1985) è un'ex fondista francese.
È moglie del biatleta Frédéric, a sua volta sciatore nordico di alto livello.

## Biografia
In Coppa del Mondo ha esordito il 16 dicembre 2006 a La Clusaz (56ª) e ha ottenuto il primo podio il 1º febbraio 2013 a Soči Krasnaja Poljana (2ª).
In carriera ha preso parte a tre edizioni dei Giochi olimpici invernali, Vancouver 2010 (46ª nella 10 km, 14ª nella 30 km, 24ª nella sprint, 32ª nell'inseguimento, 6ª nella staffetta), Soči 2014 (29ª nella 10 km, 6ª nella 30 km, 12ª nella sprint, 16ª nello skiathlon, 12ª nella sprint a squadre, 4ª nella staffetta) e Pyeongchang 2018 (22ª nella 10 km, 46ª nella sprint, 23ª nello skiathlon, 8ª nella sprint a squadre, 12ª nella staffetta), e a quattro dei Campionati mondiali (6ª nella staffetta a Val di Fiemme 2013 il miglior risultato).

## Palmarès

### Coppa del Mondo
- Miglior piazzamento in classifica generale: 16ª nel 2013
- 1 podio (individuale):
  - 1 secondo posto

#### Coppa del Mondo - competizioni intermedie
- 1 podio di tappa:
  - 1 terzo posto